# Walk on SATURDAY 塩見啓一のそれもありだよね
Walk on SATURDAY 塩見啓一のそれもありだよね（ウォーク・オン・サタデー しおみけいいちのそれもありだよね）は、CBCラジオ（中部日本放送）で1999年4月10日から2001年3月31日まで土曜日で放送されていたワイドラジオ番組。
放送時間は毎週土曜日 7:00〜12:00。

## 概要
略称は「それあり」。7、8時台の前半は情報番組色、9〜11時台の後半はバラエティ番組色を強くした構成の番組であった。
番組中の『これってなあに』コーナーで、番組中でグループ「468」を組み、CD作成計画として、自局CBCの応援歌と「よー出るゴミ問題」という曲のレコーディングを行った。2001年3月31日の最終回放送では10時から12時まで公開生放送が行われ、「468」のお披露目とライブも行われた。

## 出演者
パーソナリティ
- 塩見啓一
- 中橋かおり

レポーター
- 若狭敬一
- 加藤千佳
- 大石まゆみ

## 主なコーナー
- それあり大賞
- ランクの王様
- 土曜の発見 （9時台）
- 花のある風景
- 土曜の歩き方 （毎週決められたテーマごとの特集、ゲストコーナー）
- お菓子な話
- 新・男の料理 （10時台）
- 達人のそれはありだよね
- 中橋かおりのそれはないでしょ （1999年10月から。中橋かおりが様々なことに挑戦するコーナー）
- はじめて物語
- スポーツの真髄
- 土曜のうわさ （10時台、2000年6月10日から）
- 空からお土産 （2000年10月から）
（各航空会社の現役客室乗務員が電話などで出演、各地のお土産を紹介。）
- これってなあに？ （2000年10月から）
- 三重県の窓
- 愛知県政リポート

### 内包番組
- 朝の歳時記
- テレフォン人生相談

## ゲスト
- きんさんぎんさん （1999年9月11日、「土曜の歩き方」コーナー）
- 青戸慎司 （1999年9月18日、「土曜の歩き方」コーナー）
- 嘉門達夫 （1999年9月18日、「達人のそれはありだよね」コーナー）
- クリスタルキング （2000年10月28日）
- マドモアゼル・愛 （2000年11月11日）
- 服部恭子 （2000年11月18日）
- 小林綾子 （2000年11月25日）
- 小松辰雄 （2000年12月2日）
他

（）